# Maranhão
Pour les articles homonymes, voir Maranhão (homonymie).
Le Maranhão (anciennement en français Maragnan), de son nom complet État du Maranhão (en portugais : Estado do Maranhão, prononcé [maɾɐˈɲɐ̃w]), est l'un des États du Brésil. En 2019, l'État, qui compte 3,4 % de la population brésilienne, est responsable de 1,3 % du PIB du pays,,,.
Le Maranhão est située dans la région Nord-Est et englobant la sous-région Meio-Norte du pays. L'État borde trois États brésiliens : le Piauí (à l'est), le Tocantins (au sud et au sud-ouest) et le Pará (à l'ouest), en plus de l'océan Atlantique (au nord). Avec une superficie de 329 651,495 km² et 217 municipalités, c'est le deuxième plus grand État de la région Nord-Est et le huitième plus grand du Brésil. Il a une population de 7 010 960 habitants (IBGE, 2024).
Sa capitale est São Luís, qui comptait 978 824 habitants en 2005[réf. nécessaire] (1 227 659 pour la région métropolitaine).
La population de l'État est à 59,5 % urbaine et à 40,5 % rurale[réf. nécessaire].
Le climat est tropical humide. La température moyenne minimum est de 21 °C, la moyenne maximum : 32 °C. Les précipitations annuelles sont de 1 200 mm à 2 000 mm et même plus au littoral.
Le Maranhão est partagé entre l'influence amazonienne au Nord et le Sertão, au Sud.
C'est dans cet État qu'est située la base spatiale d'Alcântara.
Le parc national des Lençóis Maranhenses est un désert de dunes de sable blanc, dont les creux remplis d'eau douce forment des lagons d'un bleu cristallin qui s'étend sur 150 000 hectares. Situé à l'est de São Luis, il est proche du delta du Rio Parnaíba qui a contribué à sa formation.
Villes principales (de plus de 100 000 habitants) : São Luis, Caxias, Codó, Imperatriz, São José de Ribamar, Timon.

## Gouverneurs
| Période | Période  | Identité                | Étiquette | Qualité |
| ------- | -------- | ----------------------- | --------- | ------- |
| 1987    | 1990     | Epitácio Cafeteira      | PTB       |         |
| 1990    | 1991     | João Alberto de Souza   | PMDB      |         |
| 1991    | 1994     | Edison Lobão            | PFL       |         |
| 1994    | 1995     | José de Ribamar Fiquene | PMDB      |         |
| 1995    | 2002     | Roseana Sarney          | PMDB      |         |
| 2002    | 2007     | José Reinaldo Tavares   | PSB       |         |
| 2007    | 2009     | Jackson Lago            | PDT       |         |
| 2009    | 2014     | Roseana Sarney          | PMDB      |         |
| 2014    | 2014     | Arnaldo Melo            | PMDB      |         |
| 2015    | 2022     | Flávio Dino             | PSB       |         |
| 2022    | en cours | Carlos Brandão          | PSB       |         |

## Géographie

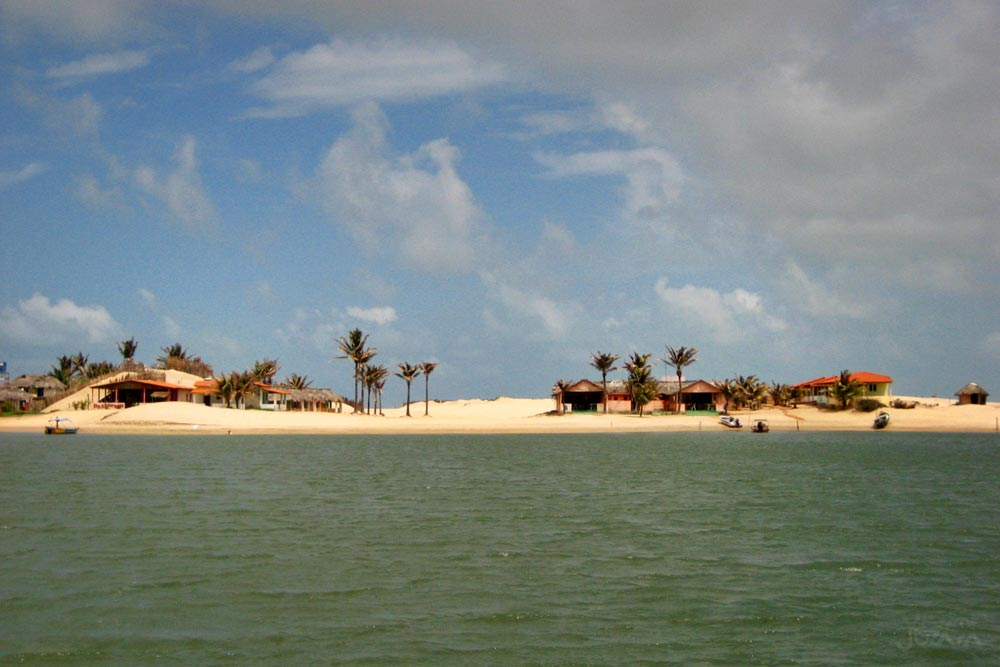
Le rio Preguiça.

Avec des altitudes réduites et une topographie assez plane, l'État présente des reliefs modestes, avec à peu près 90 % de sa superficie au-dessous de 300 mètres d'altitude. Les principaux cours d'eau sont les rios Tocantins, Pindaré, Mearim, Parnaíba, et Itapecuru.

## Économie

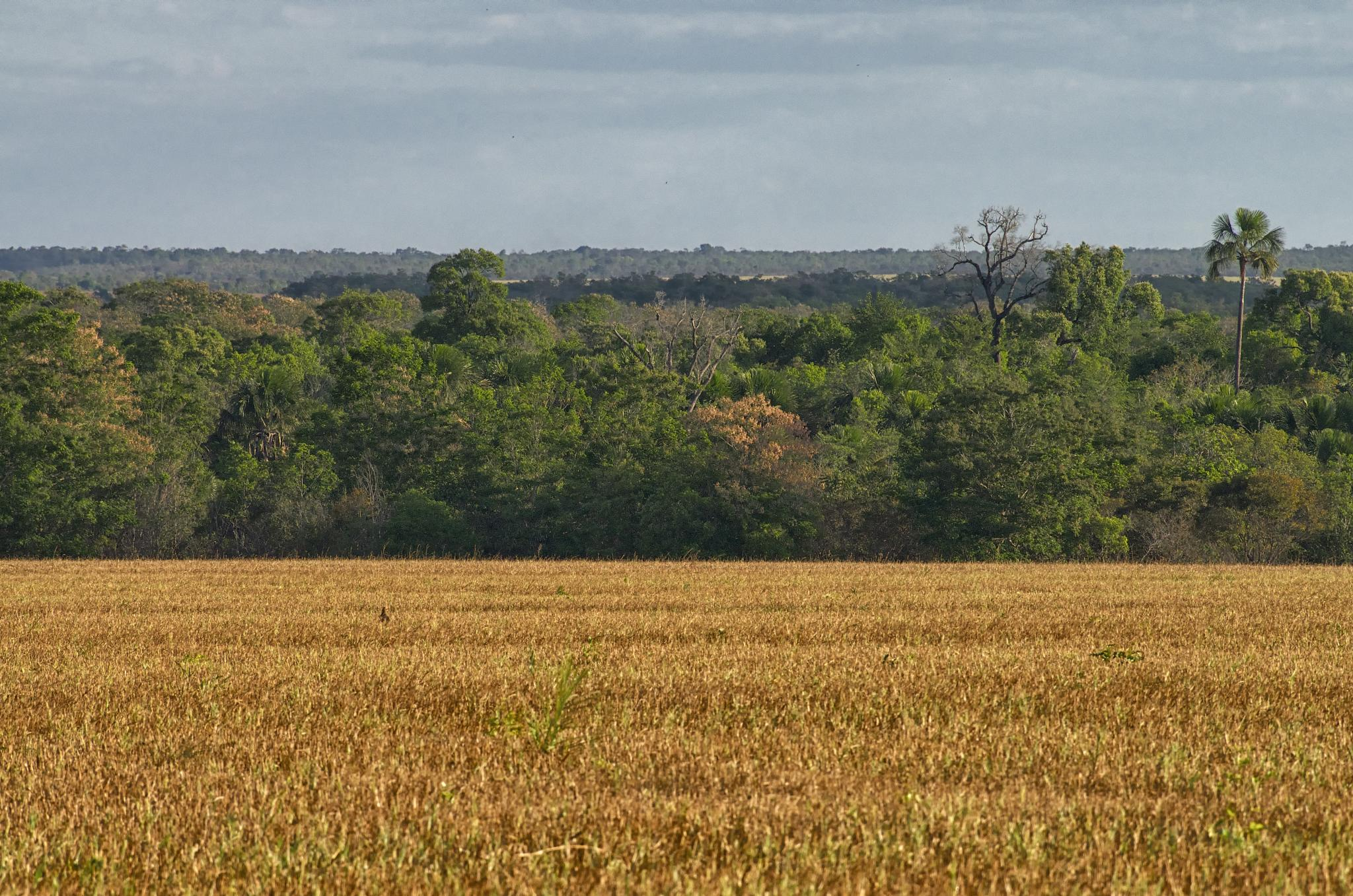
Plantation de soja à Balsas.

Le sud de l'État est situé dans la région brésilienne du Cerrado, étant donc un important producteur de céréales. Colonisée par des descendants d'Allemands et d'Italiens du sud du Brésil, cette région est responsable de la production de l'État d'environ 3 millions de tonnes de soja et 1,3 million de tonnes de maïs par an, en plus de quantités considérables de riz. De plus, l'État produit annuellement environ 2,5 millions de tonnes de canne à sucre, 500 000 tonnes de manioc, coton, entre autres (données de 2019),.
En 2018, le Maranhão avait un PIB industriel de 16,1 milliards de reais, soit 1,2% de l'industrie nationale et employant 74 593 travailleurs dans l'industrie. Les principaux secteurs industriels sont : les services publics aux services industriels, tels que l'électricité et l'eau (29,5 %), la construction (24,2 %), la métallurgie (20,4 %), les pâtes et papiers (10,7 %) et l'alimentation (3,7 %). Ces 5 secteurs concentrent 88,5% de l'industrie de l'état.

## Villes

### Villes principales du Maranhão
- Caxias
- Carolina
- Codó
- Imperatriz
- São José de Ribamar
- São Luis
- Timon
- Municipalités du Maranhão par population

## Drapeau de l'État
Le drapeau du Maranhão fut dessiné par le poète Joaquim de Souza Andrade.
Les bandes colorées (noir, blanc et rouge) symbolisent les trois groupes ethniques qui ont constitué la population, et le mélange actuel de leurs modes de vie au sein de la société brésilienne. L'étoile blanche dans le coin supérieur gauche symbolise le Maranhão lui-même, et est supposée être Beta Scorpii, comme la constellation du Scorpion est dépeinte sur le drapeau national du Brésil.